# Artérias palpebrais mediais
As artérias palpebrais mediais são um ramo da artéria oftálmica.